# Главы города Кокшетау
Аким Кокшетау  — высшее должностное лицо Кокшетау, возглавляющее высший орган исполнительной власти города. Аким города осуществляет на вверенной ему территории функции государственного управления.
Аппарат акима является исполнительно-распорядительным органом, проводит в жизнь политику Президента Республики Казахстан, управляет экономическими и социально-культурными процессами в городе, а также решает другие вопросы в пределах своих полномочий.

## Первые секретари горкома
1. Купаев, Алексей Трофимович 00.00.1944 — 10.02.1949
2. Урашев Аин Урашевич 10.02.1949 — 00.02.1950
3. Чебышёв Михаил Дмитриевич 00.02.1950 — 00.08.1954
4. Кузнецов Степан Алексеевич 00.08.1954 — 00.10.1960
5. Дворников Александр Яковлевич 00.10.1960 — 00.01.1963
6. Калачев Георгий Павлович 00.01.1963 — 00.05.1965
7. Лиховидов, Фёдор Фёдорович 00.05.1965 — 00.02.1980
8. Пивоваров, Анатолий Дмитриевич 00.02.1980 — 00.04.1985
9. Дьяченко, Сергей Александрович 00.04.1985 — 00.03.1991
10. Байтеряков, Евгений Дмитриевич 00.03.1991 — 00.09.1991[1]

## Председатели исполкома

#### Председатели Райисполкома
1. Сарсенбаев Сеит Сарсенбаевич 10.03.1938 — 10.09.1939
2. Бодак Фёдор Романович 10.09.1939 — 09.05.1941
3. Чернооков Георгий Никитович 16.05.1941 — 15.02.1945

#### Председатели Горисполкома
1. Холмецкий Сергей Николаевич 17.08.1943 — 12.06.1945
2. Горожанин Василий Иванович 12.06.1945 — 25.11.1946
3. Ернеязов Жалмурза 25.09.1946 — 25.10.1947
4. Джамиев Кабыкен Газиевич 25.10.1947 — 11.12.1949
5. Абдильдин Абушахма 06.02.1949 — 04.02.1949
6. Ковалёв Иван Давыдович 23.08.1950 — 04.11.1956
7. Меньшиков Иван Родионович 04.11.1956 — 03.05.1956
8. Королев Иван Фёдорович 00.05.1956 — 00.11.1959
9. Зинякова Мария Фёдоровна 00.11.1959 — 00.01.1963
10. Калачев Георгий Павлович 00.01.1963 — 00.11.1963
11. Анфёров Валентин Тарасович 00.11.1963 — 00.09.1964
12. Лиховидов Фёдор Фёдорович 00.11.1964 — 00.04.1965
13. Бондарь Василий Андреевич 00.05.1965 — 00.08.1968
14. Краснопёров Евгений Петрович 00.08.1968 — 00.10.1973
15. Новиков, Фёдор Афанасьевич 00.10.1973 — 00.08.1979
16. Налаев, Кенес Сагинович 00.10.1979 — 00.04.1983
17. Елубаев, Тельман Елубаевич 00.04.1983 — 00.02.1985
18. Мурзин, Айдар Хамзович 00.02.1985 — 00.03.1987
19. Осипов, Буркутбай Жаркенович 00.03.1987 — 00.12.1989
20. Касымов, Серикжан Какимжанович 00.12.1989 — 00.02.1992[2]

## Акимы
1. Мурзин, Айдар Хамзович (1992—1996)
2. Кусаинов, Каирбек Кусаинович (1996—1997)
3. Мухамеджанов, Камалтин Ескендирович (март 1997 года — март 1998 года)
4. Набитовский, Валерий Давыдович (и. о.)
5. Хасенов, Аскар Галимович ( — 7 июня 2001)
6. Баяхметов, Еркеш Баяхметович (7 июня 2001—2003)
7. Адильбеков, Даурен Зекенович (18 мая 2004 — 7 октября 2004)
8. Акимов, Рашит Каиржанович (10.2004-09.2007)
9. Никишов, Андрей Николаевич (сентября 2007 — март 2008)
10. Сапаров, Бахыт Ананжолович (3.03.2008-16.06.2010)
11. Батырханов, Мунарбек Беркутбаевич (16 июня 2010—2013 год)
12. Жумагулов, Жаркын Жангожинович (2013 год — 5 июня 2014 года)
13. Нургалиев, Жомарт Мирасович (июнь 2014 года — 30 октября 2014 года)
14. Маржикпаев, Ермек Боранбаевич (6 января 2015 года — 19 марта 2019 года)
15. Смаилов, Амангельды Халауденович (с 4 апреля 2019 года — 25 марта 2021 года)
16. Гайса, Бауыржан Сейткалиевич (с 25 марта 2021 года — н. вр.)